# Enrico Romano
Enrico Romano (fl. XX secolo) è stato un calciatore italiano, di ruolo centrocampista.

## Caratteristiche tecniche
Era soprannominato Testina d'oro a causa della sua abilità nel segnare di testa, tanto da riuscire marcare tredici reti in quella maniera in un solo incontro.

## Carriera
Nel 1922 partecipò, nelle vesti di capitano dei rossoblù vadesi alla prima Coppa Italia; la sua squadra si aggiudicò a sorpresa il titolo, battendo in finale l'Udinese. Nello stesso anno si aggiudicò con il Vado il titolo di campione ligure della Promozione 1921-1922, ottenendo il diritto, a seguito del Compromesso Colombo, di partecipare alla neonata Seconda Divisione la stagione seguente.
Tra le file vadesi partecipò a un incontro amichevole contro la Nazionale di calcio dell'Italia, impressionando a tal punto il commissario tecnico azzurro Vittorio Pozzo che valutò di convocarlo in Nazionale, cosa che in seguito non avvenne.
Nella Seconda Divisione 1922-1923 con i rossoblu ottiene il secondo posto del Girone A.
Nell'estate 1923, mentre ancora militava nel Vado, fu aggregato alla rosa del Genoa per la tournée sudamericana che vide i rossoblu impegnati tra l'altro contro la nazionale uruguaiana e quella argentina.

## Palmarès
- Coppa Italia:

Vado: 1922